# Tingwall Kirk
Tingwall Kirk is een achttiende-eeuwse kerk van de Church of Scotland, gelegen in Tingwall, ruim 3 kilometer ten noorden van Scalloway, op het Shetlandse Mainland (Schotland).

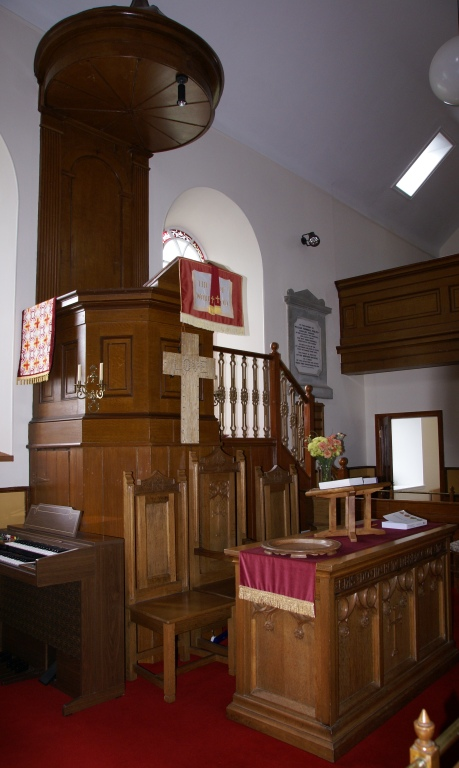
Kansel aan de zuidzijde.

## Beschrijving
Tingwall Kirk is gelegen nabij het Loch of Tingwall waar zich Law Ting Holm bevindt dat het centrum van Shetland was in de tijd van de Vikingen. De bouw van de Tingwall Kirk werd begonnen in 1788. In november 1790 werd de kerk in gebruik genomen als parochiekerk. De twaalfde-eeuwse St Magnus Church werd hiervoor afgebroken. Enkel het deel van de kerk dat dienstdeed als mausoleum van de Mitchells van Westshore is overgebleven en bevindt zich op de begraafplaats van Tingwall Kirk. In het mausoleum staan een aantal grafstenen uit de zeventiende en achttiende eeuw, waaronder de grafsteen van Andrew Crawford.
Aan de zuidzijde van de begraafplaats bevindt zich een gedenkteken ter nagedachtenis van de gevallenen uit de Eerste en Tweede Wereldoorlog.
Op 30 augustus 1997 werden op de begraafplaats menselijke resten uit circa 1400, die ontdekt waren in Upper Scalloway, herbegraven en voorzien van een gedenksteen.
Tingwall Kirk biedt plaats aan 570 personen tot een maximum van 700. De kerkklok in de klokkentoren aan de oostzijde stamt uit 1902.
Het interieur is grotendeels achttiende-eeuws. De kerk heeft een galerij die drie zijden van de kerk beslaat. Aan de zuidzijde bevindt zich de kansel.
In 1985-1986 werd Tingwall Kirk gerestaureerd.

## Beheer
Tingwall Kirk wordt beheerd door de Church of Scotland.